# Molde Fotballklubb 2012
Questa voce raccoglie le informazioni riguardanti il Molde Fotballklubb nelle competizioni ufficiali della stagione 2012.

## Stagione
Il Molde chiuse il campionato al 1º posto, aggiudicandosi il secondo titolo nazionale consecutivo. L'affermazione arrivò con una giornata di anticipo, a causa del contemporaneo successo del Molde sullo Hønefoss e del Sandnes Ulf sulla squadra inseguitrice, lo Strømsgodset. L'avventura nella Coppa di Norvegia 2012 terminò in semifinale, a causa dell'eliminazione per mano del Tromsø. In virtù del successo in campionato nell'anno precedente, il Molde ebbe l'opportunità di partecipare alla Champions League 2012-2013, venendo però eliminato dagli svizzeri del Basilea nel secondo turno di qualificazione. Il Molde fu allora ripescato in Europa League, dove fu eliminato nella fase a gironi, nel gruppo che vedeva come avversari i danesi del Copenaghen, i rumeni della Steaua Bucarest e i tedeschi dello Stoccarda. I calciatori più utilizzati in stagione furono Jo Inge Berget, Vegard Forren e Mattias Moström, con 44 presenze ciascuno tra campionato e coppe. Il miglior marcatore assoluto fu Davy Claude Angan con 23 reti, di cui 13 in campionato.

## Maglie e sponsor
Lo sponsor tecnico per la stagione 2012 fu Umbro, mentre lo sponsor ufficiale fu Sparebanken Møre. La divisa casalinga era composta da una maglietta blu con inserti bianchi, pantaloncini e calzettoni bianchi. Quella da trasferta era invece composta da una maglietta bianca, con pantaloncini e calzettoni blu.
| Casa | Trasferta |

## Rosa
| N. |                           | Ruolo | Calciatore                  |
| -- | ------------------------- | ----- | --------------------------- |
| 1  | Norvegia (bandiera)       | P     | Espen Bugge Pettersen       |
| 2  | Norvegia (bandiera)       | D     | Kristoffer Paulsen Vatshaug |
| 3  | Norvegia (bandiera)       | D     | Børre Steenslid             |
| 4  | Norvegia (bandiera)       | D     | Even Hovland                |
| 5  | Norvegia (bandiera)       | D     | Vegard Forren               |
| 6  | Norvegia (bandiera)       | C     | Daniel Berg Hestad          |
| 7  | Norvegia (bandiera)       | C     | Magnus Wolff Eikrem         |
| 9  | Svezia (bandiera)         | A     | Mattias Moström             |
| 10 | Norvegia (bandiera)       | C     | Magne Hoseth                |
| 11 | Norvegia (bandiera)       | A     | Jo Inge Berget              |
| 12 | Svezia (bandiera)         | P     | Ole Söderberg               |
| 14 | Norvegia (bandiera)       | D     | Martin Linnes               |
| 15 | Norvegia (bandiera)       | C     | Magnus Stamnestrø           |
| 16 | Norvegia (bandiera)       | C     | Etzaz Hussain               |
| 17 | Nigeria (bandiera)        | C     | Emmanuel Ekpo               |
| 18 | Norvegia (bandiera)       | D     | Magne Simonsen              |
| 19 | Brasile (bandiera)        | A     | Vini Dantas                 |
| 20 | Costa d'Avorio (bandiera) | A     | Davy Claude Angan           |

| N. |                        | Ruolo | Calciatore          |
| -- | ---------------------- | ----- | ------------------- |
| 22 | Stati Uniti (bandiera) | A     | Joshua Gatt         |
| 23 | Norvegia (bandiera)    | D     | Knut Olav Rindarøy  |
| 24 | Norvegia (bandiera)    | D     | Magnar Ødegaard     |
| 26 | Norvegia (bandiera)    | P     | Elias Valderhaug    |
| 27 | Nigeria (bandiera)     | A     | Daniel Chima        |
| 28 | Norvegia (bandiera)    | D     | Ivar Furu           |
| 29 | Senegal (bandiera)     | A     | Pape Paté Diouf     |
| 30 | Norvegia (bandiera)    | A     | Zlatko Tripić       |
| 32 | Senegal (bandiera)     | C     | Abdou Karim Camara  |
| 33 | Norvegia (bandiera)    | A     | Andreas Hollingen   |
| 34 | Norvegia (bandiera)    | P     | Sivert Beinset      |
| 35 | Norvegia (bandiera)    | D     | Victor Johansen     |
| 36 | Norvegia (bandiera)    | C     | Ruben Vågen         |
| 37 | Norvegia (bandiera)    | D     | Ole Martin Rindarøy |
| 38 | Norvegia (bandiera)    | C     | Eirik Hestad        |
| 40 | Norvegia (bandiera)    | P     | Ola Opheim          |
| 41 | Norvegia (bandiera)    | D     | Espen Outzen        |
| 42 | Norvegia (bandiera)    | D     | Ørjan Valstrand     |

## Calciomercato

### Sessione invernale(dal 01/01 al 31/03)
| Acquisti | Acquisti        | Acquisti      | Acquisti   |
| R.       | Nome            | da            | Modalità   |
| -------- | --------------- | ------------- | ---------- |
| P        | Ola Opheim      | Steinkjer     | definitivo |
| P        | Ole Söderberg   | Newcastle Utd | definitivo |
| D        | Even Hovland    | Sogndal       | definitivo |
| D        | Victor Johansen | Vålerenga     | definitivo |
| D        | Martin Linnes   | svincolato    |            |
| C        | Emmanuel Ekpo   | svincolato    |            |

| Cessioni | Cessioni             | Cessioni        | Cessioni   |
| R.       | Nome                 | a               | Modalità   |
| -------- | -------------------- | --------------- | ---------- |
| P        | Knut Dørum Lillebakk |                 | svincolato |
| P        | Elias Valderhaug     | Start           | prestito   |
| D        | Torjus Aaland        |                 | svincolato |
| D        | Sean Cunningham      | Stabæk          | prestito   |
| D        | Christian Steen      |                 | ritiro     |
| D        | Krister Wemberg      | Bodø/Glimt      | prestito   |
| C        | Thomas Holm          |                 | svincolato |
| C        | Makhtar Thioune      | Karlsruhe       | prestito   |
| C        | Pål Erik Ulvestad    | Kristiansund BK | prestito   |
| A        | José Mota            |                 | svincolato |

### Sessione estiva(dal 01/08 al 31/08)
| Acquisti | Acquisti         | Acquisti     | Acquisti      |
| R.       | Nome             | da           | Modalità      |
| -------- | ---------------- | ------------ | ------------- |
| P        | Elias Valderhaug | Start        | fine prestito |
| D        | Magnar Ødegaard  | Sarpsborg 08 | definitivo    |
| C        | Etzaz Hussain    | Fredrikstad  | definitivo    |
| C        | Makhtar Thioune  | Karlsruhe    | fine prestito |
| A        | Pape Paté Diouf  | Copenaghen   | prestito      |

| Cessioni | Cessioni         | Cessioni        | Cessioni   |
| R.       | Nome             | a               | Modalità   |
| -------- | ---------------- | --------------- | ---------- |
| P        | Elias Valderhaug | Kongsvinger     | definitivo |
| C        | Makhtar Thioune  | Viking          | definitivo |
| A        | Vini Dantas      | Bodø/Glimt      | definitivo |
| A        | Simon Markeng    | Kristiansund BK | prestito   |
| A        | Zlatko Tripić    | Fredrikstad     | prestito   |

## Risultati

### Superfinalen
| Molde 16 marzo 2012, ore 19:00                                                                     | Molde     | 3 – 2 referto                   | Aalesund | Aker Stadion |
| \| \| \| \| \| Hovland 52’ Forren 82’ Angan 88’ \| Marcatori \| 49’ Phillips 84’ (rig.) Hovland \| |           |                                 |          |              |
| |           |                                 |          |              |
| Hovland 52’ Forren 82’ Angan 88’                                                                   | Marcatori | 49’ Phillips 84’ (rig.) Hovland |          |              |

### Eliteserien

#### Girone di andata
| Arbitro: | Skjerven (Kaupanger) |

|                    |           |             |
| Angan 67’ Gatt 70’ | Marcatori | 86’ Wikheim |

| Arbitro: | Hansen (Feda) |

|                    |           |  |
| Søderlund 15’, 54’ | Marcatori |  |

| Arbitro: | Edvartsen (Hamar) |

|                     |           |           |
| Berget 9’ Angan 52’ | Marcatori | 90’ Askar |

| Arbitro: | Johansen (Brevik) |

|             |           |  |
| Ørnskov 51’ | Marcatori |  |

| Arbitro: | Moen (Haugesund) |

|                                 |           |                        |
| Angan 28’ Moström 85’ Chima 88’ | Marcatori | 42’ Pálmason 66’ Kippe |

| Arbitro: | Døvle (Larvik) |

|                              |           |             |
| Linnes 73’ (aut.) U. Flo 76’ | Marcatori | 20’ Moström |

| Arbitro: | Edvartsen (Hamar) |

|                               |           |               |
| Moström 24’ Hoseth 59’ (rig.) | Marcatori | 38’ Arnefjord |

| Arbitro: | Helgerud (Lier) |

|  |           |                                            |
|  | Marcatori | 3’ Hestad 5’, 66’ Angan 9’ Gatt 83’ Berget |

| Arbitro: | Hafsås (Trondheim) |

|                |           |  |
| Angan 30’, 52’ | Marcatori |  |

| Arbitro: | Johansen (Brevik) |

|  |           |                        |
|  | Marcatori | 26’ Moström 52’ Berget |

| Arbitro: | Hagen (Grue) |

|                                  |           |                           |
| Berget 51’ Angan 57’ Hovland 69’ | Marcatori | 35’ Ondrášek 90’ Johansen |

| Arbitro: | Hansen (Feda) |

|             |           |           |
| Bolseth 44’ | Marcatori | 26’ Angan |

| Arbitro: | Sælen (Bergen) |

|                                   |           |            |
| Berget 22’ Hoseth 38’, 64’ (rig.) | Marcatori | 90’ Børven |

| Arbitro: | Skjerven (Kaupanger) |

|              |           |  |
| Svensson 49’ | Marcatori |  |

| Arbitro: | Skjerven (Kaupanger) |

|              |           |                    |
| Pedersen 69’ | Marcatori | 26’ Gatt 87’ Angan |

#### Girone di ritorno
| Arbitro: | Edvartsen (Hamar) |

|          |           |                                    |
| Gatt 46’ | Marcatori | 28’ Vet. Berisha 41’ (aut.) Forren |

| Arbitro: | Helgerud (Lier) |

|             |           |              |
| Nystuen 89’ | Marcatori | 34’ Simonsen |

| Arbitro: | Døvle (Larvik) |

|                      |           |               |
| Linnes 27’ Chima 62’ | Marcatori | 48’ Brochmann |

| Arbitro: | Skjerven (Kaupanger) |

|  |           |             |
|  | Marcatori | 33’ Hussain |

| Arbitro: | Moen (Haugesund) |

|                   |           |  |
| Gatt 3’ Angan 12’ | Marcatori |  |

| Arbitro: | Hafsås (Trondheim) |

|                                     |           |           |
| Askar 47’ Wangberg 67’ Ojo 89’, 90’ | Marcatori | 27’ Angan |

| Arbitro: | Sandmoen (Kjelsås) |

|            |           |  |
| Berget 13’ | Marcatori |  |

| Skien 23 settembre 2012, ore 18:00 23ª giornata | Odd Grenland | 0 – 0 referto | Molde | Skagerak Arena (4.930 spett.)\| Arbitro: \| Nilsen \| |
| Arbitro:                                        | Nilsen       |               |       |                                                       |

| Arbitro: | Sælen (Bergen) |

|                                    |           |                                     |
| Chima 25’, 29’, 50’ Stamnestrø 47’ | Marcatori | 1’ Boli 32’ Gunnarsson 56’ Haugsdal |

| Arbitro: | Døvle (Larvik) |

|                                         |           |                        |
| Moström 3’ Berget 23’ (rig.) Forren 86’ | Marcatori | 83’ Høiland 85’ Raskaj |

| Arbitro: | Edvartsen (Hamar) |

|             |           |            |
| Storbæk 90’ | Marcatori | 14’ Berget |

| Arbitro: | Moen (Haugesund) |

|                       |           |  |
| Diouf 60’ Hussain 90’ | Marcatori |  |

| Arbitro: | Hagen (Grue) |

|              |           |          |
| Prijović 77’ | Marcatori | 4’ Chima |

| Arbitro: | Johnsen (Tønsberg) |

|           |           |  |
| Chima 59’ | Marcatori |  |

| Arbitro: | Moen (Haugesund) |

|  |           |                             |
|  | Marcatori | 90’ (rig.) Angan 90’ Hestad |

### Coppa di Norvegia
| Sunndal 1º maggio 2012, ore 18:00 Primo turno                        | Sunndal   | 0 – 4 referto                      | Molde | Sande Stadion |
| \| \| \| \| \| \| Marcatori \| 20’, 59’ Stamnestrø 78’, 88’ Angan \| |           |                                    |       |               |
|                                                                      |           |                                    |       |               |
|                                                                      | Marcatori | 20’, 59’ Stamnestrø 78’, 88’ Angan |       |               |

| Arbitro: | Hansen |

|  |           |                               |
|  | Marcatori | 94’ Dantas 112’ (rig.) Berget |

| Arbitro: | Kjensli (Oslo) |

|                           |           |                           |
| Berget 15’ Angan 51’, 82’ | Marcatori | 89’ Gundersen 90’ Solhaug |

| Arbitro: | Hagen (Grue) |

|                                                    |           |                                         |
| Angan 39’ Hovland 52’ Hoseth 63’ (rig.) Eikrem 89’ | Marcatori | 20’ Prica 41’ Rønning 74’ (rig.) Dočkal |

| Arbitro: | Hafsås (Trondheim) |

|                      |           |         |
| Angan 62’ Hoseth 90’ | Marcatori | 65’ Aas |

| Arbitro: | Skjerven (Kaupanger) |

|                       |           |           |
| Ondrášek 23’ Årst 72’ | Marcatori | 83’ Chima |

### Champions League
| Arbitro: | Kružliak |

|                                  |           |  |
| Angan 53’, 83’ Forren 74’ (rig.) | Marcatori |  |

| Arbitro: | Marciniak |

|              |           |            |
| Kurakins 24’ | Marcatori | 37’ Eikrem |

| Arbitro: | Fautrel |

|  |           |          |
|  | Marcatori | 79’ Zoua |

| Arbitro: | Bezborodov |

|           |           |            |
| Degen 75’ | Marcatori | 32’ Berget |

### Europa League
| Arbitro: | Balaj |

|                        |           |  |
| Eikrem 31’ Moström 90’ | Marcatori |  |

| Arbitro: | Todorov |

|              |           |                      |
| Valpoort 90’ | Marcatori | 54’ Berget 73’ Diouf |

| Arbitro: | Munukka |

|                             |           |           |
| Claudemir 20’ Cornelius 74’ | Marcatori | 45’ Diouf |

| Arbitro: | Tohver |

|                      |           |  |
| Berget 58’ Chima 88’ | Marcatori |  |

| Arbitro: | Duhamel |

|                           |           |  |
| Chiricheș 30’ Rusescu 32’ | Marcatori |  |

| Arbitro: | Vad |

|           |           |                             |
| Chima 56’ | Marcatori | 21’ Chipciu 37’ Latovlevici |

| Arbitro: | Oliver |

|           |           |                                |
| Chima 62’ | Marcatori | 21’ (rig.) Santin 76’ Gíslason |

| Arbitro: | Blom |

|  |           |           |
|  | Marcatori | 45’ Angan |

## Statistiche

### Statistiche di squadra
| Competizione      | Punti | In casa | In casa | In casa | In casa | In casa | In casa | In trasferta | In trasferta | In trasferta | In trasferta | In trasferta | In trasferta | Totale | Totale | Totale | Totale | Totale | Totale | DR  |
| Competizione      | Punti | G       | V       | N       | P       | Gf      | Gs      | G            | V            | N            | P            | Gf           | Gs           | G      | V      | N      | P      | Gf     | Gs     | DR  |
| ----------------- | ----- | ------- | ------- | ------- | ------- | ------- | ------- | ------------ | ------------ | ------------ | ------------ | ------------ | ------------ | ------ | ------ | ------ | ------ | ------ | ------ | --- |
| Eliteserien       | 62    | 15      | 14      | 0       | 1       | 33      | 16      | 15           | 5            | 5            | 5            | 18           | 15           | 30     | 19     | 5      | 6      | 51     | 31     | +20 |
| Superfinalen      | -     | 1       | 1       | 0       | 0       | 3       | 2       | 0            | 0            | 0            | 0            | 0            | 0            | 1      | 1      | 0      | 0      | 3      | 2      | +1  |
| Coppa di Norvegia | -     | 3       | 3       | 0       | 0       | 9       | 6       | 3            | 2            | 0            | 1            | 7            | 2            | 6      | 5      | 0      | 1      | 16     | 8      | +8  |
| Champions League  | -     | 2       | 1       | 0       | 1       | 3       | 1       | 2            | 0            | 2            | 0            | 2            | 2            | 4      | 1      | 2      | 1      | 5      | 3      | +2  |
| Europa League     | -     | 4       | 2       | 0       | 2       | 6       | 4       | 4            | 2            | 0            | 2            | 4            | 5            | 8      | 4      | 0      | 4      | 10     | 11     | -1  |
| Totale            | -     | 25      | 21      | 0       | 4       | 54      | 29      | 24           | 9            | 7            | 8            | 31           | 24           | 49     | 30     | 7      | 12     | 85     | 55     | +30 |

### Statistiche dei giocatori
| Giocatore      | Eliteserien | Eliteserien | Eliteserien | Eliteserien | Coppa di Norvegia | Coppa di Norvegia | Coppa di Norvegia | Coppa di Norvegia | Champions League+Europa League | Champions League+Europa League | Champions League+Europa League | Champions League+Europa League | Superfinalen | Superfinalen | Superfinalen | Superfinalen | Totale   | Totale | Totale      | Totale     |
| Giocatore      | Presenze    | Reti        | Ammonizioni | Espulsioni  | Presenze          | Reti              | Ammonizioni       | Espulsioni        | Presenze                       | Reti                           | Ammonizioni                    | Espulsioni                     | Presenze     | Reti         | Ammonizioni  | Espulsioni   | Presenze | Reti   | Ammonizioni | Espulsioni |
| -------------- | ----------- | ----------- | ----------- | ----------- | ----------------- | ----------------- | ----------------- | ----------------- | ------------------------------ | ------------------------------ | ------------------------------ | ------------------------------ | ------------ | ------------ | ------------ | ------------ | -------- | ------ | ----------- | ---------- |
| D. Angan       | 26          | 13          | 2           | 0           | 6                 | 6                 | 0                 | 0                 | 8                              | 3                              | 0                              | 1                              | 1            | 1            | 0            | 0            | 41       | 23     | 2           | 1          |
| S. Beinset     | 0           | 0           | 0           | 0           | 0                 | 0                 | 0                 | 0                 | 0                              | 0                              | 0                              | 0                              | 0            | 0            | 0            | 0            | 0        | 0      | 0           | 0          |
| D. Berg Hestad | 24          | 2           | 2           | 0           | 3                 | 0                 | 0                 | 0                 | 10                             | 0                              | 0                              | 0                              | 1            | 0            | 0            | 0            | 38       | 2      | 2           | 0          |
| J. Berget      | 28          | 8           | 2           | 0           | 6                 | 2                 | 0                 | 0                 | 9                              | 3                              | 0                              | 0                              | 1            | 0            | 0            | 0            | 44       | 13     | 2           | 0          |
| A. Camara      | 6           | 0           | 0           | 0           | 3                 | 0                 | 0                 | 0                 | 2                              | 0                              | 1                              | 0                              | 1            | 0            | 0            | 0            | 12       | 0      | 1           | 0          |
| D. Chima       | 24          | 7           | 1           | 0           | 4                 | 1                 | 0                 | 0                 | 11                             | 3                              | 0                              | 0                              | 1            | 0            | 0            | 0            | 40       | 11     | 1           | 0          |
| V. Dantas      | 1           | 0           | 0           | 0           | 2                 | 1                 | 0                 | 0                 | 1                              | 0                              | 0                              | 0                              | 0            | 0            | 0            | 0            | 4        | 1      | 0           | 0          |
| P. Diouf       | 9           | 1           | 2           | 0           | 0                 | 0                 | 0                 | 0                 | 7                              | 2                              | 0                              | 0                              | 0            | 0            | 0            | 0            | 16       | 3      | 2           | 0          |
| M. Eikrem      | 27          | 0           | 5           | 0           | 4                 | 1                 | 0                 | 0                 | 10                             | 2                              | 1                              | 0                              | 1            | 0            | 0            | 0            | 42       | 3      | 6           | 0          |
| E. Ekpo        | 13          | 0           | 1           | 0           | 1                 | 0                 | 0                 | 0                 | 2                              | 0                              | 0                              | 0                              | 1            | 0            | 0            | 0            | 17       | 0      | 1           | 0          |
| V. Forren      | 30          | 1           | 2           | 0           | 3                 | 0                 | 2                 | 0                 | 10                             | 1                              | 3                              | 0                              | 1            | 1            | 0            | 0            | 44       | 3      | 7           | 0          |
| I. Furu        | 0           | 0           | 0           | 0           | 1                 | 0                 | 0                 | 0                 | 1                              | 0                              | 0                              | 0                              | 0            | 0            | 0            | 0            | 2        | 0      | 0           | 0          |
| J. Gatt        | 19          | 5           | 4           | 0           | 3                 | 0                 | 1                 | 0                 | 8                              | 0                              | 2                              | 0                              | 0            | 0            | 0            | 0            | 30       | 5      | 7           | 0          |
| E. Hestad      | 0           | 0           | 0           | 0           | 0                 | 0                 | 0                 | 0                 | 0                              | 0                              | 0                              | 0                              | 1            | 0            | 0            | 0            | 1        | 0      | 0           | 0          |
| A. Hollingen   | 0           | 0           | 0           | 0           | 0                 | 0                 | 0                 | 0                 | 1                              | 0                              | 0                              | 0                              | 0            | 0            | 0            | 0            | 1        | 0      | 0           | 0          |
| M. Hoseth      | 16          | 3           | 1           | 0           | 4                 | 2                 | 0                 | 0                 | 5                              | 0                              | 0                              | 0                              | 1            | 0            | 0            | 0            | 26       | 5      | 1           | 0          |
| E. Hovland     | 18          | 1           | 0           | 0           | 3                 | 1                 | 1                 | 0                 | 4                              | 0                              | 0                              | 0                              | 1            | 1            | 0            | 0            | 26       | 3      | 1           | 0          |
| E. Hussain     | 10          | 2           | 2           | 0           | 2                 | 0                 | 0                 | 0                 | 8                              | 0                              | 1                              | 0                              | 0            | 0            | 0            | 0            | 20       | 2      | 3           | 0          |
| V. Johansen    | 0           | 0           | 0           | 0           | 2                 | 0                 | 0                 | 0                 | 1                              | 0                              | 0                              | 0                              | 0            | 0            | 0            | 0            | 3        | 0      | 0           | 0          |
| M. Linnes      | 24          | 1           | 1           | 0           | 3                 | 0                 | 1                 | 0                 | 11                             | 0                              | 0                              | 0                              | 1            | 0            | 0            | 0            | 39       | 1      | 2           | 0          |
| M. Moström     | 28          | 5           | 2           | 0           | 4                 | 0                 | 1                 | 0                 | 11                             | 1                              | 1                              | 0                              | 1            | 0            | 0            | 0            | 44       | 6      | 4           | 0          |
| M. Ødegaard    | 2           | 0           | 1           | 0           | 0                 | 0                 | 0                 | 0                 | 2                              | 0                              | 0                              | 0                              | 0            | 0            | 0            | 0            | 4        | 0      | 1           | 0          |
| O. Opheim      | 0           | 0           | 0           | 0           | 0                 | 0                 | 0                 | 0                 | 0                              | 0                              | 0                              | 0                              | 0            | 0            | 0            | 0            | 0        | 0      | 0           | 0          |
| E. Outzen      | 0           | 0           | 0           | 0           | 0                 | 0                 | 0                 | 0                 | 0                              | 0                              | 0                              | 0                              | 0            | 0            | 0            | 0            | 0        | 0      | 0           | 0          |
| E. Pettersen   | 23          | 0           | 0           | 0           | 2                 | 0                 | 0                 | 0                 | 10                             | 0                              | 0                              | 0                              | 1            | 0            | 0            | 0            | 36       | 0      | 0           | 0          |
| K. Rindarøy    | 26          | 0           | 2           | 0           | 4                 | 0                 | 0                 | 0                 | 9                              | 0                              | 0                              | 0                              | 0            | 0            | 0            | 0            | 39       | 0      | 2           | 0          |
| O. Rindarøy    | 0           | 0           | 0           | 0           | 0                 | 0                 | 0                 | 0                 | 0                              | 0                              | 0                              | 0                              | 0            | 0            | 0            | 0            | 0        | 0      | 0           | 0          |
| M. Simonsen    | 14          | 1           | 1           | 0           | 4                 | 0                 | 0                 | 0                 | 7                              | 0                              | 1                              | 0                              | 1            | 0            | 0            | 0            | 26       | 1      | 2           | 0          |
| O. Söderberg   | 7           | 0           | 0           | 0           | 4                 | 0                 | 0                 | 0                 | 2                              | 0                              | 0                              | 0                              | 0            | 0            | 0            | 0            | 13       | 0      | 0           | 0          |
| M. Stamnestrø  | 9           | 1           | 0           | 0           | 5                 | 2                 | 0                 | 0                 | 4                              | 0                              | 0                              | 0                              | 0            | 0            | 0            | 0            | 18       | 3      | 0           | 0          |
| B. Steenslid   | 5           | 0           | 0           | 0           | 2                 | 0                 | 0                 | 0                 | 2                              | 0                              | 0                              | 0                              | 0            | 0            | 0            | 0            | 9        | 0      | 0           | 0          |
| Z. Tripić      | 12          | 0           | 1           | 0           | 4                 | 0                 | 0                 | 0                 | 2                              | 0                              | 0                              | 0                              | 1            | 0            | 0            | 0            | 19       | 0      | 1           | 0          |
| R. Vågen       | 0           | 0           | 0           | 0           | 0                 | 0                 | 0                 | 0                 | 0                              | 0                              | 0                              | 0                              | 0            | 0            | 0            | 0            | 0        | 0      | 0           | 0          |
| E. Valderhaug  | 0           | 0           | 0           | 0           | 0                 | 0                 | 0                 | 0                 | 0                              | 0                              | 0                              | 0                              | 0            | 0            | 0            | 0            | 0        | 0      | 0           | 0          |
| Ø. Valstrand   | 0           | 0           | 0           | 0           | 0                 | 0                 | 0                 | 0                 | 0                              | 0                              | 0                              | 0                              | 0            | 0            | 0            | 0            | 0        | 0      | 0           | 0          |
| K. Vatshaug    | 19          | 0           | 2           | 0           | 4                 | 0                 | 0                 | 0                 | 8                              | 0                              | 0                              | 0                              | 0            | 0            | 0            | 0            | 31       | 0      | 2           | 0          |